# D&D Insider
Dungeons & Dragons Insider (DDI) fue el método de suscripción de Wizards of the Coast para entregar digitalmente contenido periódico e información sobre Dungeons & Dragons a los jugadores del juego desde 2007 hasta 2017.

## Historia
DDI se anunció durante el evento Gen Con de 2007 como un suplemento electrónico basado en suscripción sobre Dungeons & Dragons. Su demo incluía un video corto de una "mazmorra" virtual (llamada Game Table) en la que tienen lugar algunas aventuras de D&D, que contiene miniaturas virtuales basadas en tu personaje creado en el Visualizador de Personajes (un programa de retratos de cuerpo completo en 3D).
Una suscripción a DDI incluía un creador de personajes en línea (que requería el ahora desaparecido Microsoft Silverlight), contenido web archivado de Dragon and Dungeon y un compendio de elementos de reglas para la 4.ª edición de Dungeons & Dragons. Además, se lanzaron una versión beta de un generador de monstruos (como parte del conjunto de herramientas de aventura) y la mesa virtual.
No quedó claro si el visualizador de personajes estaba programado para completarse como se anunció originalmente. Esto provocó cierto grado de reacción negativa dentro de la base de clientes, ya que esta herramienta (y la tabla virtual actualmente en versión beta) estaba programada para lanzarse cuando se lanzaron los libros principales de la cuarta edición a mediados de 2008; una fuente adicional de ira fue el enfoque litigioso de Wizards of the Coast hacia los desarrolladores externos que crearon herramientas para llenar los vacíos dejados por estas herramientas inéditas.
Un correo electrónico de renovación de suscripción de agosto de 2014 de Wizards of the Coast indica que la suscripción a DDI ya no incluiría nuevos números de las revistas Dragon y Dungeon (solo archivos), y los recursos en línea ya no serían compatibles activamente. En 2017, Wizards of the Coast anunció un conjunto de herramientas en línea similar pero para la quinta edición de D&D denominada D&D Beyond.